# Степаниха (Вожегодский сельсовет)
Степаниха — деревня в Вожегодском районе Вологодской области.
Входит в состав Вожегодское городское поселение, с точки зрения административно-территориального деления — в Вожегодский сельсовет.
Расстояние до районного центра Вожеги по автодороге — 11,6 км. Ближайшие населённые пункты — Лупачи, Коровинская, Короли.
По переписи 2002 года население — 3 человека.
В деревне родился Герой Советского Союза Иван Луев.